# David Cormand

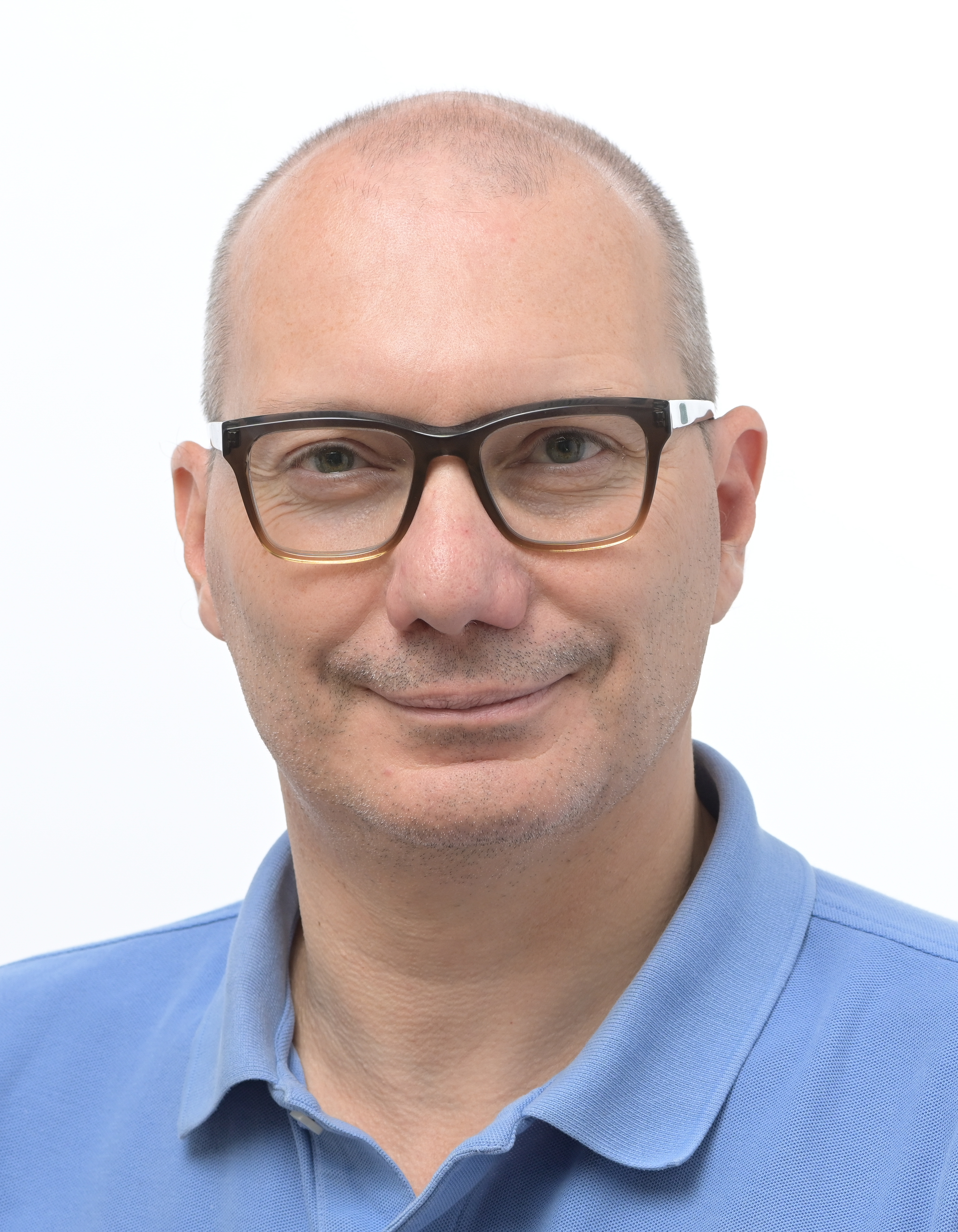
David Cormand (2024)

David Cormand (* 30. November 1974 in Mont-Saint-Aignan, Seine-Maritime) ist ein französischer Politiker (EELV). Von 2016 bis 2019 war Cormand Generalsekretär der französischen Europe Écologie Les Verts. Im Zuge der Europawahl 2019 gewann er ein Mandat und ist seitdem Mitglied des neunten Europäischen Parlaments als Teil der Fraktion Die Grünen/EFA.

## Leben

### Jugend und Ausbildung
David Cormand wurde am 30. November 1974 in der Gemeinde Mont-Saint-Aignan als Sohn zweier Lehrer geboren. Er besuchte das Collège du Cèdre in Canteleu, anschließend das Lycée de la Vallée du Cailly in Déville-lès-Rouen. Nach seinem Studium in Geschichte an der Universität von Rouen arbeitete er in verschiedenen Berufen, unter anderem als Skilehrer, Kellner und Theaterschauspieler.

### Politisches Engagement

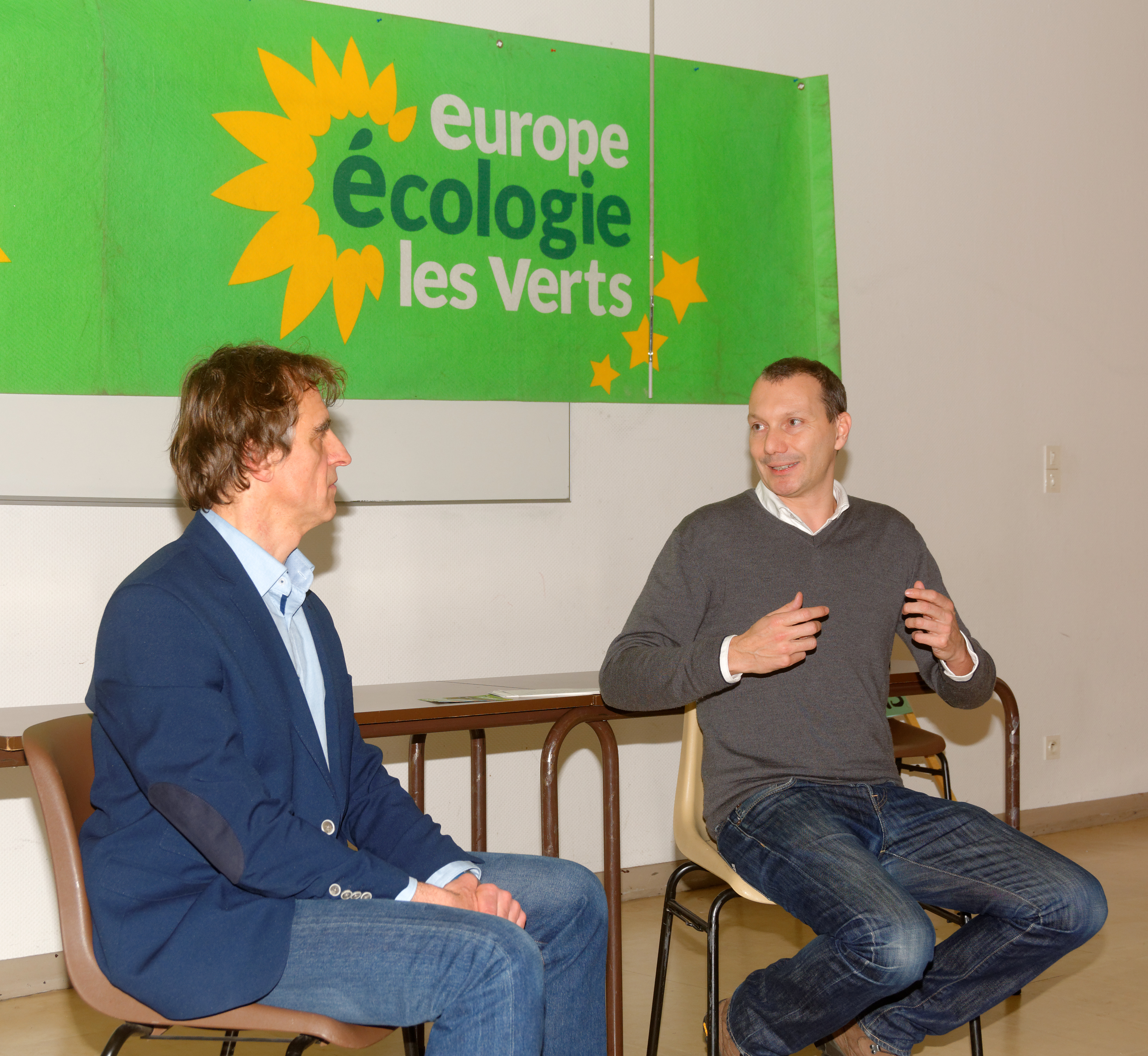
Cormand (rechts) in einer Diskussion mit dem grünen Kandidaten für die Nationalversammlung Vicent Jeudy (2018)

David Cormand trat 1991 den damaligen Les Verts bei. 2001 wurde Cormand in Canteleu zum Stadtrat gewählt, 2008 und 2014 wurde er dafür wiedergewählt.
Bei den Regionalwahlen 2004 gewann er zunächst kein Mandat für den Regionalrat der Haute-Normandie. Nachdem jedoch Regionalrat Jean-Paul Lecoq 2007 in die Nationalversammlung gewählt worden war, rückte Cormand nach. 2010 gewann er direkt ein Mandat für den Regionalrat. Im Zuge der Neustrukturierung der französischen Regionen im Jahr 2015 wurden die Regionalräte der Haute-Normandie und der Basse-Normandie zusammengelegt, Cormand erhielt bei der Zusammenlegung kein Mandat und ist seitdem nicht mehr vertreten.
Seit der Zusammenlegung von Les Verts und Europe Écologie is Cormand Mitglied des Vorstands der Partei. Nach dem Rücktritt der in die Regierung berufenen Emmanuelle Cosse wurde er am 11. Februar 2016 zum Interims-Generalsekretär. Am 11. Juni 2016 wurde er auf dem Bundeskongress der Partei in Pantin für drei Jahre zum nationalen Sekretär gewählt.
Bei den Wahlen zur französischen Nationalversammlung 2017 kandidierte er im 4. Bezirk Seine-Maritime, errang in der ersten Runde mit 2,3 Prozent der Stimmen den siebten Platz.
2019 nominierte seine Partei ihn für die Wahlliste der Europawahl 2019. Er erhielt Platz 5 auf der gemeinsamen Liste von Europe Écologie-Les Verts (EELV), Alliance écologiste indépendante (AEI) sowie Régions et peuples solidaires. Die gemeinsame Liste gewann 13,43 Prozent und damit 13 der 79 französischen Mandate, darunter auch Corman. Seitdem ist er Mitglied des neunten Europäischen Parlaments und trat der Fraktion der Grünen/EFA bei. Für seine Fraktion war er in der 9. Wahlperiode (2019–2024) Mitglied im Haushaltsausschuss und im Ausschuss für Binnenmarkt und Verbraucherschutz. Er ist in der 10. Legislaturperiode (2024–2029) erneut Mitglied im Ausschuss für Binnenmarkt und Verbraucherschutz sowie stellvertretendes Mitglied im Ausschuss für Landwirtschaft und ländliche Entwicklung und im Rechtsausschuss.

### Privat
Er hat eine Tochter, die 2008 aus einer früheren Ehe geboren wurde. Er ist Atheist.